# Vijayapuri North
Vijayapuri North es una ciudad censal situada en el distrito de Nalgonda en el estado de Telangana (India). Su población es de 15887 habitantes (2011). Se encuentra a 150 km de Hyderabad, la capital del estado.

## Demografía
Según el censo de 2011 la población de Vijayapuri North era de 15887 habitantes, de los cuales 7752 eran hombres y 8135 eran mujeres. Vijayapuri North tiene una tasa media de alfabetización del 79,91%, superior a la media estatal del 67,02%: la alfabetización masculina es del 88,80%, y la alfabetización femenina del 71,49%.